# Флаг муниципального округа Внуково
Флаг внутригородского муниципального образования Вну́ково в Западном административном округе города Москвы Российской Федерации.
Флаг утверждён 8 сентября 2004 года и внесён в Геральдический реестр города Москвы с присвоением регистрационного номера ?.

## Описание
«Флаг муниципального образования Внуково представляет собой двустороннее, прямоугольное полотнище с соотношением сторон 2:3.
Полотнище флага состоит из двух горизонтальных полос, верхней, голубой, шириной 11/16 ширины полотнища, и красной.
В центре голубой полосы помещено изображение белого летящего Пегаса. Габаритные размеры изображения составляют 5/12 длины и 1/2 ширины полотнища.
В центре красной полосы помещено изображение белого ключа бородкой вверх, обращённого к древку. Габаритные размеры изображения составляют 1/3 длины и 1/5 ширины полотнища».

## Обоснование символики
Белый Пегас на голубой полосе символизирует аэропорт Внуково, послуживший причиной образования заселения территории муниципального образования. Решение о строительстве нового московского аэропорта, призванного стать заменой Центрального аэропорта на Ходынском поле, было принято в конце 1930-х годов. В числе первых объектов будущего аэропорта был построен жилой посёлок для его работников, который послужил основой будущего муниципального образования Внуково.
Белый ключ на красной полосе символизирует аэропорт Внуково как воздушные ворота Москвы.